# María Fux
María Ana Fux (Buenos Aires, 2 de enero de 1922-31 de julio de 2023) fue una bailarina, coreógrafa y danzaterapeuta argentina. Es reconocida como desarrolladora de un sistema propio de danzaterapia en Argentina.
Su estudio y escuela de formación se encuentra en Argentina y hay escuelas de formación en su método de Danzaterapia en Italia y São Paulo (Brasil), donde se capacitan fisioterapeutas, terapeutas ocupacionales, fonoaudiólogos, médicos, profesores de danza y de gimnasia, psicoterapeutas, psicólogos, docentes que trabajan con distintas discapacidades, y docentes especiales que trabajan con alumnos sordos, con síndrome de Down, espásticos, personas con dificultades de aislamiento o soledad, con capacidades diferentes, gerontólogos, ancianos y no videntes.
Permanentemente fue invitada a instituciones, congresos y seminarios para dar testimonio de su experiencia integradora, sobre temas referidos a: sordos, síndrome de down, espásticos, autistas, tercera edad y discapacidades diversas.

## Biografía
María Ana Fux nació en el Hospital Rivadavia. Es hija de inmigrantes rusos judíos. En 1915, sus abuelos maternos migraron a Argentina escapando de un pogrom (persecución de judíos) en Odessa (Ucrania) con 11 hijos; su madre era la menor de los hermanos. En el camino, cuando estaban en Alemania tuvo una infección en la rodilla y cuando llegó a Buenos Aires le tuvieron que quitar la rótula.

Mi mamá pensaba que yo iba a ser un pescado, porque estando ella embarazada viajó con mi padre a Río de Janeiro en barco. Su madre le había dicho que vería peces saltando en el agua, y le pidió que no los mirara, para que no influyeran en el embarazo. Apenas salí de su vientre, ella supo que yo no era un pescado, pero estaba segura de que iba a nadar en el espacio.
María Fux

Vivió toda su infancia en el barrio de Caballito, en Buenos Aires. Desde la niñez fue una apasionada por la danza. Empezó a los 5 años: «Animaba cumpleaños: en vez de comer tona, prefería bailar». A los 13 años de edad comenzó a tomar clases de danza clásica con la bailarina rusa Ekatherina de Galantha.
A los quince leyó Mi vida, la autobiografía de Isadora Duncan. Al conocer la filosofía del baile de Isadora Duncan comenzó una búsqueda de una forma de comunicación no verbal mediante el cuerpo. Desarrolló un método original de danzaterapia que lleva su nombre y tiene sus orígenes en la creatividad de su arte con la danza. En 1941 ―a los 19 años de edad― se casó con Juan Aschero. Vivió en el barrio de Liniers.
En 1942 realizó su primera composición, La última hoja, en el Teatro del Pueblo, dirigido por Leónidas Barletta. Siguió presentándose allí durante diez años.
El 8 de junio de 1945 tuvo su único hijo, Sergio Aschero, quien se convertiría en guitarrista y compositor (y crearía la música de muchas de sus obras).

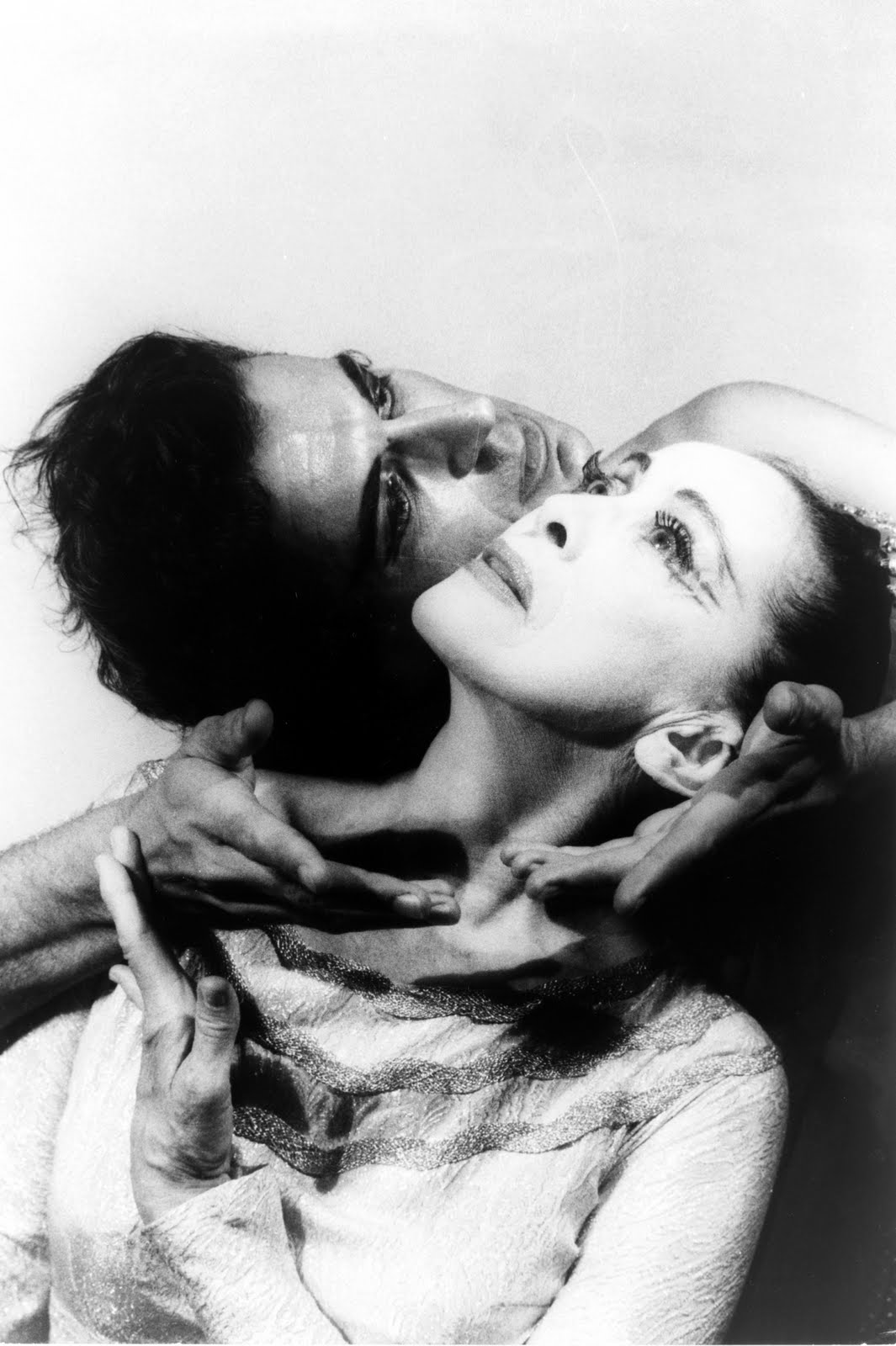
Los bailarines estadounidenses Martha Graham y Bertram Ross, en 1961.

En 1953 ―a los 31 años― consiguió una beca para tomar clases en la escuela de la bailarina Martha Graham en Nueva York (Estados Unidos). Dejó a su hijo de 7 años durante el año que vivió en Estados Unidos. Durante ese tiempo trabajó sacando fotocopias en Aerolíneas Argentinas, con lo que ganaba, $45 a la semana― apenas podía pagar una habtiación y poca comida.

Un día, al salir de una clase, por fin quedé a solas con la gigantesca inalcanzable Martha Graham. Fue en el ascensor. Entonces, en mi entrecortado y mal inglés, le supliqué que viera mis danzas. Accedió. Mirando su reloj, dijo que al día siguiente me concedería media hora. Esa fue una noche infernal, revisé in mente cada una de mis danzas y todas me parecían muy pobres. Por fin llegó el momento. Ella me esperaba y yo, con mis discos rayados, comencé a bailar frente a Martha. Ya no me importaba nada, era mi meta. [...] Fue pidiéndome más y más, hasta que, después de una hora, yo ya no tenía más que darle y me senté en el suelo frente a ella. Entonces, con su voz gutural, me dijo pausadamente: «Eres una artista, no busques maestros fuera de ti. No tengas miedo de hacer danzas teatrales, eres actriz. Continúa hacia adentro de ti lo más que puedas. Vuelve a la Argentina y no esperes nada de maestros. Tu maestro es la vida».
María Fux, en su libro Danzaterapia

Al regresar, en Buenos Aires, las dificultades de la hija sordomuda de una de sus amigas la motivaron a desarrollar la danzaterapia para niños, adultos y personas con discapacidad. Recorrió las ciudades más importantes del interior de Argentina con sus espectáculos de danza, y dando charlas sobre la terapia del baile.
En 1954 y 1960 actuó en el teatro Colón (de Buenos Aires) como bailarina solista. Realizó giras artísticas por Brasil, Estados Unidos, México, Moscú (Unión Soviética), Perú y Varsovia (Polonia).

A mediados de la década del cincuenta, los directores de cultura del Colón me convocaron después de haberme visto bailar en el Jardín Botánico, en una época en la que nadie bailaba al aire libre no atrevían a fusionar danza y teatro. El Colón fue maravilloso, fue un trauma tan fuerte que bailé con fiebre. Bailé dos veces sobre Vivaldi y Debussy, sobre música experimental de Stockhausen; también bailé sin música y poemas de Lorca. Y aquí estoy... No sé cómo me atreví...
María Fux

Entre 1960 a 1965 fue directora del Seminario de Danza-Terapia en la Universidad de Buenos Aires (UBA). Durante ese mismo período integró el Jurado del Fondo Nacional de las Artes, en Buenos Aires. Dio talleres de expresión corporal a los estudiantes y a los profesores universitarios, de acuerdo con Risieri Frondizi, el rector de la UBA. Todo terminó con la Noche de los Bastones Largos, en 1966.
Entre 1965 a 1990, realizó espectáculos de manera permanente en el teatro San Martín, y seminarios pedagógicos de danzaterapia en todas las provincias argentinas.
En 1961 participó del cortometraje Gillespiana, como una bailarina.
En 1962 y 1963 fue maestra de danza del jovencísimo bailarín Jorge Donn, quien a fin de año migró a Bélgica.
En 1965 participó en la producción y la coreografía del cortometraje Génesis del Chaco.
En 1967, invitada por el Instituto de Cultura Hispánica de Madrid, realizó una gira artística que comprendió 16 recitales en toda España, donde mereció elogiosos comentarios de la crítica. Ese mismo año viajó a Israel, invitada por el Instituto de Intercambio Cultural Israel Hispanoamérica y Portugal, y realizó 14 funciones en ciudades como Tel Aviv, Jerusalén, Beerseba, Far Sava, Haifá y diversos kibutz, dando espectáculos y conferencias sobre la importancia de la danzaterapia en la educación.
En 1967 viajó a Lisboa (Portugal), donde realizó actividades vinculadas con la danza y la danzaterapia.
En 1968 continuó realizando recitales en el interior del país y formando gente con su método sobre danzaterapia. En ese mismo año presentó un trabajo en el Congreso de Musicoterapia celebrado en la ciudad de Buenos Aires, titulado La danzaterapia, un medio de comunicación para el sordo. Continuó permanentemente investigando con su método creado para integrar discapacidades diversas con la danza y presentando trabajos en congresos internacionales.
En abril de 1970 intervino en la Primera Conferencia Latinoamericana de Sordomudos, con su trabajo sobre la importancia de la danza como medio de educación y de expresión para el niño sordo.
Invitada por el Ministerio de Educación y Cultura de Bolivia, realizó espectáculos y cursillos sobre educación con danzaterapia.
En 1971, por primera vez realizó espectáculos con bailarinas no oyentes. Presentó espectáculos dedicados a los niños y adolescentes, en el teatro San Martín.
Desde 1971 organizó seminarios informativos en el país y en el extranjero.
Desde 1974 viajó todos los años a España e Italia donde, en las ciudades de Madrid, Zaragoza, Milán, Florencia y Trieste, tiene centros María Fux que enseñan su método.
En 1980 fue invitada por el British Council a la Universidad de Cambridge y a una institución para sordos. Realiza actividades y experiencias directas en la clínica Tavistock y con un grupo de médicos de la Arooth Association con enfermos mentales y adictos.
En 1981 y 1982 participó de Danza Abierta, el ciclo de danza contemporánea independiente que desafió a la dictadura militar
En 1984, invitada por The Very Special Art, presentó su método de danzaterapia en el Centro John F. Kennedy para las Artes Escénicas, en Washington D. C.
En 1985 viajó a Cuba, invitada por el Ministerio de Cultura de ese país. Trabajó con el Psicoballet de ese país, dio cursos para formadores en diversas discapacidades y brindó espectáculos durante un mes.
Entre 1985 y 2000 dio clases de formación en el Real Patronato de Personas Minusválidas (dependiente de la reina Sofía) de España, y brindó formación a docentes en institutos para sordos (donde se integraron profesionales no oyentes), además de dar espectáculos en teatro y televisión española.
En 1989, invitada por Very Special Arts (Washington D. C.), viajó a Taiwán como delegada argentina y artista invitada para mostrar su método de danzaterapia.
En 1996 fue invitada por la Universidad de la Sorbona (en París), para dictar un seminario dirigido a estudiantes y profesionales en la carrera de musicoterapia.
En 1997 la Dirección de Cultura de Colombia la invita con el propósito de dictar cursos sobre danzaterapia para trabajar en el campo de la discapacidad.
Entre 1997 y 1999, por 3 años consecutivos, viajó a Brasilia ―convocada por CIAP (institución brasileña dedicada a la discapacidad)― con el propósito de formar danzoterapeutas. El Hospital Sarah Kubitschek la invitó a trabajar en la rehabilitación de pacientes durante el posoperatorio.
En 1998 fue invitada por la Dirección de Cultura de México para dictar cursos sobre danzaterapia en la Universidad de las Artes. Fue invitada a una institución psiquiátrica para trabajar con personas con capacidades diferentes.
En 1999 protagonizó el espectáculo teatral danzado Después de mis 70 comienzo, en el auditorio del Centro Cultural Recoleta. Incluía obras como «¿Qué es el tiempo?», «Mis miedos» y «La búsqueda permanente del amor».
A fines de 1999, antes de viajar a Italia para dar sus cursos durante el verano argentino, Fux sufrió una caída en un pozo en la calle y se rompió una de las rótulas en dos partes.
En el 2000 el Hospital Psiquiátrico Borda de Buenos Aires la convocó para trabajar en forma integrada con médicos y pacientes, donde ofreció además espectáculos de danza.
En noviembre de 2001 fue invitada a la apertura del IX Congreso de Gerontología y Geriatría en Buenos Aires.
En junio de 2002, la Legislatura de la ciudad de Buenos Aires la nombró Ciudadana Ilustre de la Ciudad de Buenos Aires.
En septiembre de 2002 fue invitada a la ciudad de Recife por Humanus Espaço Integral y DaCi & the Child International, de Brasil. Dictó seminarios en el cercano convento de San Francisco (Olinda), dirigido a profesionales de la educación, psicólogos, fonoaudiólogos, bailarines, gimnastas y artistas.
En octubre de 2002, en la Universidad Andrés Bello (de Chile), fue nombrada Experta Coreógrafa y Danzaterapeuta Argentina y dictó el seminario «Paralelismo entre la Musicoterapia y la Danzaterapia».
En noviembre de 2002 realizó un taller organizado por el Departamento de Educación Musical, en colaboración con el Departamento de Educación Diferencial de la Universidad Metropolitana de Ciencias de la Educación, en Santiago de Chile, dirigido a profesionales y estudiantes de las carreras de Educación Diferencial, Educación Física, Kinesiología y Educación Musical.
En enero de 2003 participó en el Primer Congreso Internacional de Verano «Desarrollos en Musicoterapia», declarado de interés parlamentario por el Senado de la Nación, organizado por la Universidad del Museo Social Argentino y la Fundación Musicoterapéutica.
En mayo de 2003 dictó el Seminario de Danzaterapia, con talleres en el Colegio Marista Arquidiocesano de San Pablo (Brasil).
En octubre de 2003 fue invitada por el FLADEM (Foro Latinoamericano de Educación Musical) de y por el mismo organismo en su sección chilena para dictar un taller de danzaterapia.
En noviembre de 2003 viajó a Brasil para inaugurar un centro de danzaterapia que lleva su nombre, en la ciudad de Goiás, en las cercanías de Brasilia. Entre ceremonias, cantos y danzas aborígenes, el encuentro estuvo a cargo de Pío Campo, danzaterapeuta ítalo-brasileño que realizó su formación con María Fux en Italia, Brasil y Argentina.
En enero de 2004, durante la gira anual que realiza por Italia, se inauguró el Centro de Documentación María Fux en el Centro Toscano de Arte y Danzaterapia Italia, en ocasión de los 20 años de actividad en ese país. Este centro se propone como punto de referencia para todos aquellos que operan en el sector de la terapia con el arte de la danza.
En abril de 2004 presentó su libro Qué es la danzaterapia, preguntas que tienen respuesta, danzando en la Feria Internacional del Libro en la ciudad de Buenos Aires.
En mayo de 2004 dictó seminarios y talleres de formación en danzaterapia en San Pablo (Brasil).
En octubre de 2004 presentó su espectáculo Después de los 80, qué, en el Centro Cultural de la Cooperación, junto a su grupo Danzoterapia Hoy. En él interpretó música de su hijo Sergio Aschero, y la voz de su nieta Irene Aschero.
A lo largo de los años ha enseñado expresión corporal a actores como Norman Briski, Marilú Marini, Sonia López y Ana Kamien.
En junio de 2006 repuso ese espectáculo en el Teatro Regio, junto a Danza Hoy.
En octubre de 2006, el Consejo Superior del IUNA aprobó los planes de estudio correspondientes a la especialización y maestría en Danza Movimiento Terapia, y designó a María Fux como directora artística.
En abril de 2007 presentó su libro Fragmentos de vida, traducido al braille por la Biblioteca Provincial de La Plata.
En mayo de 2007 danzó con un grupo integrado de alumnas con capacidades diferentes en la Feria Internacional del Libro 2007. Presentó allí su quinto libro: Ser un danzaterapeuta hoy, junto con un DVD con imágenes de la aplicación de su método en Italia y Argentina, editado por Lumen.
En julio de 2007, María Fux danzó para los padres y sus hijos en la sala Casacuberta del teatro San Martín, en el espectáculo teatral danzado llamado El viaje de María con sus amigas. La dirección, coreografía y textos fueron de ella.
En agosto de 2008, María Fux participó de la disertación sobre «Los valores de la danza que contribuyen y acompañan la formación y necesidades del ser humano como individuo y ente social», en el CID (Consejo Internacional de la Danza) / UNESCO Forum Mundial de la Danza.
En diciembre de 2009 María Fux presentó su espectáculo unipersonal Diálogo con imágenes en el Centro Cultural de la Cooperación.:En marzo de 2010 repuso en el Centro Cultural de la Cooperación, a pedido del público, su espectáculo unipersonal Diálogo con Imágenes en dos únicas y especiales funciones. Con este espectáculo María Fux se despidió de los escenarios como solista.
En 2010 fue convocada para formar parte del documental Una gira diferente, que realizó el músico León Gieco por canal Encuentro (Buenos Aires).
En marzo de 2011 presentó a su Grupo Hoy en el espectáculo ¿Y ahora qué?, en el teatro Veinticinco de Mayo (Buenos Aires).
El 21 de septiembre de 2011, María Fux fue invitada por las autoridades de la Universidad ISALUD de la Maestría en Gestión de Servicios de Gerontología para hablar sobre el envejecer en el nuevo siglo. Participó de la mesa redonda «Te jubilás o te jubilan», con la profesora Silvia Gascón, el locutor Fernando Bravo y el futbolista Rubén el Mago Capria.
En octubre de 2011, María Fux fue invitada al 47.º Coloquio Anual de IDEA, «La Argentina en el mundo. Construyendo oportunidades para la próxima década», en la ciudad de Mar del Plata. Participando con una proyección audiovisual sobre la danzaterapia y la salud. Conferencia con danza en vivo y diálogo abierto.
Para celebrar el centenario de su nacimiento se organizó una danza colectiva en la calle frente a su estudio como homenaje.

## Vida privada
Se casó 3 veces y las 3 veces se separó. Tiene un hijo, el guitarrista y compositor Sergio Aschero (quien se casó con la música Ángeles Ruibal), una nieta, la cantante Irene Aschero y dos bisnietas. Es prima del compositor Mario Litwin.
Vive en un departamento en avenida Callao y calle Corrientes, en el barrio de Congreso de la Ciudad Autónoma de Buenos Aires.

## Publicaciones
Publicó libros, que se han traducido al italiano y al portugués:
- Fux, María (1982).  Paidós, ed. Primer encuentro con la danzaterapia. p. 149. ISBN 978-950-12-4415-1.
- Fux, María (1997).  Gedisa, ed. La formación del danzaterapeuta. p. 112. ISBN 9788474326413.
- Fux, María (1998).  Lumen Argentina, ed. Danzaterapia: Fragmentos de vida. p. 128. ISBN 978-950-724-724-8.
- Fux, María (1999).  Ediciones Paidós Ibérica, ed. Danza, experiencia de vida. p. 128. ISBN 978-968-853-361-1.
- Fux, María (2001).  Lumen Argentina, ed. Después de la caída... ¡continúo con la Danzaterapia!. p. 94. ISBN 978-987-00-0056-3.
- Fux, María (2005).  Lumen, ed. Qué es la danzaterapia, preguntas que tienen respuesta. p. 72. ISBN 9789870003519.
- Fux, María (2007).  Lumen Argentina, ed. Ser danzaterapeuta hoy. p. 120. ISBN 978-987-00-0692-3.
- Fux, María (2009).  Lumen Argentina, ed. Imágenes de la danzaterapia. p. 40. ISBN 978-987-00-0875-0.
- Fux, María (2013).  Papers Editores, ed. El Color es Movimiento. p. 109. ISBN 978-987-1274-20-8.

## Distinciones
- 1984: certificado de reconocimiento del National Committee Arts with the Handicapped.[15]
- 1985: premio de la Fundación Alicia Moreau de Justo.
- 1996: diploma de la Unesco por su labor docente.
- 1996: profesora emérita de la Facultad de Psicología de la Universidad Abierta Interamericana
- 1999: con motivo del Año Internacional de las Personas de Tercera Edad, la Organización de las Naciones Unidas le concede el «reconocimiento por la valiosa contribución realizada en favor del desarrollo de la sociedad argentina».
- 2000: es nominada para la elección de la Mujer del Año.
- 2002: es nombrada «ciudadana ilustre» por la Legislatura de la Ciudad de Buenos Aires.
- 2004: recibe como distinción La Orden del Buzón.
- 2007 (27 de septiembre): la Asociación Nacional de Bellas Artes la distinguió con el premio Gratia Artis «como reconocimiento a su labor y trayectoria en la danza, tanto en el plano creativo como en el pedagógico».[7]
- 2008 (18 de junio): premio Trébol de Plata, otorgado por Rotary International a las personalidades femeninas destacadas en el servicio a la comunidad, en el campo del arte, las ciencias, educación y acción social.
- 2009 (7 de septiembre): distinción Maestros de Vida, otorgado por CTERA, junto a Jorge Rivas (diputado), Laura Bonaparte (madre de Plaza de Mayo), Jack Fuchs (sobreviviente del gueto de Lodz, de Auschwitz y de Dachau), Floreal Ferrara (médico), Pepe Di Paola (sacerdote de villa miseria), Carlos Alonso (artista plástico), Federico Luppi (actor), Norma Aleandro (actriz), Nelly Omar (cantante popular), Raúl Barboza (músico popular), Abraham Gak (economista y director del Plan Fénix), Amanda Toubes (profesora), María Fux (bailarina, coreógrafa y danzaterapeuta), Juan Curuchet (ciclista olímpico), Marta Tomé (profesora), Francisco Paco Cabrera (profesor).[22]
- 2009 (noviembre): premio de la fundación Agenda de las Mujeres, junto con otras mujeres que trabajan en defensa de los derechos de sus congéneres.[23]
- 2010 (marzo): Medalla del Bicentenario.
- 2010 (octubre): homenaje en la apertura del VI Festival de Buenos Aires Danza.
- 2011 (diciembre): premio a la trayectoria artística del Fondo Nacional de las Artes, junto a Carlos Di Fulvio, Oscar Edelstein, Héctor Larrea, Antonio Liosi, Luis Juan Quesada, Andrés Rivera y Elena Tasisto.
- 2012 (marzo): recibe el premio Rosa de Plata otorgado por la Cámara de Senadores de la Nación (en el Salón Azul del Congreso nacional). Este premio se entrega todos los años con el objeto de premiar a aquellas mujeres que se destacan en diferentes áreas del quehacer nacional.
- 2012 (julio): el intendente municipal de la ciudad de Azul (provincia de Buenos Aires), Dr. José Manuel Inza, la declara «visitante ilustre del partido de Azul». María Fux visitó varias veces Azul en el paso, y volvió para dictar allí un seminario intensivo sobre terapia con la danza.
- 2012 (septiembre): la Secretaría de Cultura de la Nación realizó un homenaje a la trayectoria de María.
- 2012 (noviembre): el Museo Quinquela Martín la distingue con la Orden del Tornillo, inspirada en el maestro Quinquela Martín, quien estableció esta distinción para aquellos hombres y mujeres que se atreven a transitar por este mundo como cultores de la verdad, el bien y la belleza.